# 小笠原政登
小笠原 政登（おがさわら まさなり、1685年（貞享2年） - 1769年10月5日（明和6年9月6日））は、江戸時代中期の紀州藩士、江戸幕府旗本。清広系高天神小笠原氏当主。
紀州藩士・小笠原政尚の子。初名は政庸（まさつね）。通称は壱岐助、玄蕃、弥之助、善五右衛門、平右衛門。妻は紀州藩士成田氏義の娘。子に政方、政尹（政尚養子）、長儀（小笠原長賢養子）、政孝、娘（戸田定候の妻）、養女（小笠原政方の娘、松平常唯の妻）らがいる。

## 生涯
藩主・徳川吉宗の小姓を務め、1716年（享保元年）に吉宗が江戸幕府第8代将軍に就任するに伴い、江戸に移り幕臣として仕える。同年安房国朝夷郡・安房郡の内に1000石を拝領し、従五位下、石見守（致仕後は安房守）に叙任される。1725年（享保10年）、上総国望陀郡・市原郡に500石を加増される。1728年（享保13年）、吉宗の日光社参に供奉し、1729年（享保14年）、新番の頭役となる。1732年（享保17年）小姓組の番頭となり、奥の務めを兼ねる。1735年12月6日（享保20年10月22日）より御側御用取次に任ぜられ、下野国都賀郡に1000石を加増される。1736年（元文元年）より取次の諸事を執啓する。
1745年（延享2年）、吉宗の将軍辞職に伴い、江戸城西の丸に移り、1749年（寛延2年）下総国香取郡に3000石を加増され、都賀郡の知行分は香取郡に差し替えられる。1751年（寛延4年）吉宗の逝去により、菊間の広縁に移るとともに、長年の勤仕を労され、時服5領を賜る。1755年3月31日（宝暦5年2月19日）に致仕し、隠棲料として、廩米300俵を賜る。1769年（明和6年）、享年85にて没する。法名は高然。駒込の蓮光寺に葬られた。家督は長男の政方が相続した。
1746年（延享3年）に中風を患い後遺症が残った吉宗の症状や介護の様子を『吉宗公御一代記』全64冊に1747年（延享4年）より1750年（寛延3年）にわたって書き記した。